# Lymire melanocephala
Lymire melanocephala là một loài bướm đêm thuộc phân họ Arctiinae, họ Erebidae.